# In the Glare of Burning Churches
In the Glare of Burning Churches peti je demoalbum poljskog black metal-sastava Graveland objavljen u lipnju 1993. u kasetnoj inačici.

## O albumu
Album je snimljen u lipnju 1993. u studiju Isengard. Naslov albuma se odnosi na paljenje crkava u Norveškoj koje su poćinili glazbenici norveškog black metala. Prvotno je album je objavljen u inačici. Godine 1994. diskografska kuća Witching Hour Productions ponovno je objavila ovaj album, a 1996. No Colours Records objavilo je izdanje albuma na CD-u. Godine 1998. objavljen je na kompilaciji s demoalbumom Epilogue.

## Glazba i tekstovi
Album sadrži lo-fi produkcije i sirovi zvuk. Pjesme su spore, no teške i agresivne. Kao i na prethodnom albumu, na In the Glare of Burning Churches pojavljuju se klavijature i sampli. Album ne sadrži elemente pagan metala i viking metala koji se prvi put pojavljuju na albumu Thousand Swords.
Tekstovi pjesama antikršćanske su tematike. Kao inspiracije, Rob Darken smatra sastave Emperor i Bathory.

## Popis pjesama
| 1.    | »Intro« (instrumentalna skladba)               | 1:02 |
| 2.    | »In the Glare of Burning Churches«             | 4:10 |
| 3.    | »The Night of Fullmoon«                        | 5:03 |
| 4.    | »The Dark Dusk Abyss« (instrumentalna skladba) | 2:19 |
| 5.    | »Through the Occult Veil«                      | 4:03 |
| 6.    | »For Pagan and Heretic's Blood«                | 2:44 |
| 7.    | »Outro« (instrumentalna skladba)               | 3:33 |
| 22:54 |                                                |      |

| Bonus pjesme na izdanju na CD-u | Bonus pjesme na izdanju na CD-u                | Bonus pjesme na izdanju na CD-u | Bonus pjesme na izdanju na CD-u | Bonus pjesme na izdanju na CD-u | Bonus pjesme na izdanju na CD-u | Bonus pjesme na izdanju na CD-u | Bonus pjesme na izdanju na CD-u | Bonus pjesme na izdanju na CD-u | Bonus pjesme na izdanju na CD-u |
| Br.                             | Skladba                                        | Trajanje                        |                                 |                                 |                                 |                                 |                                 |                                 |                                 |
| ------------------------------- | ---------------------------------------------- | ------------------------------- | ------------------------------- | ------------------------------- | ------------------------------- | ------------------------------- | ------------------------------- | ------------------------------- | ------------------------------- |
| 8.                              | »Hordes of Empire«                             | 4:14                            |                                 |                                 |                                 |                                 |                                 |                                 |                                 |
| 9.                              | »The Gates to the Kingdom of Darkness / Outro« | 6:17                            |                                 |                                 |                                 |                                 |                                 |                                 |                                 |
| 33:28                           |                                                |                                 |                                 |                                 |                                 |                                 |                                 |                                 |                                 |

## Zasluge
| Graveland - Rob Darken – vokal, gitara, klavijature - Capricornus – bubnjevi | Ostalo osoblje - K. Vogel – dizajn (izdanje na CD-u) |